# Juan Valera Espín
Pour les articles homonymes, voir Juan Valera, Valera et Espín (homonymie).
Juan Valera Espín est un footballeur espagnol né le 21 décembre 1984 à Murcie. Il mesure 1,84 m pour 70 kg et évolue au poste de milieu de terrain.
Il a été sélectionné en équipe d'Espagne espoirs et a remporté la médaille d'or aux Jeux méditerranéens 2005.

## Carrière

### Clubs successifs
- 2002-2005 :  Real Murcie
- 2005-2011 :  Atlético de Madrid
  - 2008-2009 :  Racing Santander (prêt)
- 2011-2015 :  Getafe CF[2]

## Palmarès

### en club
- Atlético de Madrid
  - Vainqueur de la Ligue Europa : 2010
  - Vainqueur de la Supercoupe de l'UEFA : 2010
  - Finaliste de la Coupe d'Espagne : 2010

### en sélection
- Espagne
  - Vainqueur des Jeux méditerranéens : 2005